# Susanne Klatten
Susanne Klatten (née Susanne Hanna Ursula Quandt le 28 avril 1962 à Bad Homburg vor der Höhe en Hesse) est la fille de Herbert Quandt et Johanna Quandt et à ce titre est une des héritières de BMW. En mars 2017, sa fortune était estimée à environ vingt milliards de dollars américains, ce qui faisait d'elle la femme la plus riche d'Allemagne et la 38e personne la plus riche du monde.
Elle participe à la réunion du Groupe Bilderberg de 2017.

## Éducation
Susanne Klatten est née à Bad Homburg en Allemagne de l'Ouest. Après avoir obtenu un diplôme en finance, elle travaile dans l'agence de publicité Young & Rubicam à Francfort de 1981 à 1983. Elle poursuit ses études par des cours de marketing et management à l'Université de Buckingham, puis elle passe un MBA à l'IMD Business School à Lausanne, avec une spécialité en publicité.
Elle a gagné davantage d'expérience en travaillant pour la Dresdner Bank à Londres, la branche munichoise de McKinsey et pour la banque Bankhaus Reuschel & Co.
Elle a souvent travaillé sous le nom de Susanne Kant.

## Investissements
Lors de la mort de son père, elle hérite de ses 50,1 % d'actions dans le groupe pharmaceutique et chimique Altana. Elle siège au conseil de surveillance d'Altana et aide à transformer le groupe en une entreprise mondiale, qui intègre le DAX30 (équivalent du CAC40 en France). En 2006, Altana AG vend sa branche pharmaceutique à Nycomed pour 4,5 milliards d'euros, concentrant le groupe sur son activité chimique. Ces 4,5 milliards d'euros sont distributés aux actionnaires en dividende. Altana maintient sa présence dans le DAX30 et Susanne Klatten reste son actionnaire majoritaire. En 2009, elle rachète la quasi-totalité des actions qu'elle ne possédait pas dans Altana. Altana et SKion, deux sociétés intégralement contrôlées par Susanne Klatten, sont actionnaires de Landa Digital Printing avec ensemble 46 % depuis 2018. Landa Digital Printing est une société de l'entrepreneur et inventeur israëlien Benny Landa, dans le domaine de l'imprimerie numérique et des nanotechnologies.
Son père, Herbert Quandt, lui a aussi laissé 12,50 % d'actions de BMW, mais sa part est montée à 19,2 % à la suite du décès de sa mère Johanna Quandt en 2015. Elle a été nommée au Conseil de Surveillance de BMW avec son frère Stefan Quandt en 1997.
Le fabricant allemand de graphite SGL Carbon annonce le 16 mars 2009 que Susanne Klatten a acheté des options lui permettant d'augmenter ses parts dans SGL de 8 % à presque 25 % des actions, sans excéder ce seuil.

## Héritage controversé
En novembre 2007, la Norddeutsche Rundfunk présente le film Das Schweigen der Quandts (« Le Silence des Quandt »), qui a mis en lumière la participation de ses ascendants au régime nazi et, notamment, le recours à l'esclavage au sein de plusieurs usines du groupe durant cette période.
En réaction à l'émoi provoqué dans l'opinion publique, elle commande alors à des historiens la réalisation d'une étude, qui conclut que « les Quandts étaient indissociablement liés aux crimes des nazis ».

## Vie personnelle
La police allemande a fait échouer une tentative d'enlèvement de Susanne et de sa mère Johanna Quandt en 1978.
Susanne a rencontré Jan Klatten alors qu'elle faisait un stage chez BMW à Regensbourg (Bavière), où il travaillait comme ingénieur. Il est dit que pendant toute cette période, Susanne se faisait appeler Kant, et elle ne lui dit pas qui elle était, avant qu'elle ne soit sûre de la solidité de leur relation ensemble. Mais Susanne Klatten dénie cette histoire. Ils se sont mariés en 1990 à Kitzbühel et ils vivent à Munich. Ils ont trois enfants. Le couple s'est séparé en 2018. 
Suzanne Klatten est membre du Conseil de la TU (Université Technique en allemand) de Munich depuis 2005. En 2007 elle reçoit le 'Bayerischer Verdienstorden' ou 'Ordre Bavarois du Mérite'. Elle est l'un des plus grands donateurs de la CDU, le parti de centre droit d'Angela Merkel.
En 2007, Susanne Klatten a été la victime du chantage de Helg « Russak » Sgarbi, un gigolo suisse de 44 ans, qui menaçait de divulguer des documents vidéo de leur relation intime à son mari et au Conseil de BMW, contre un chantage à 49 millions d'euros. Sgarbi, qui avait été déjà accusé de chantage à l'égard d'autres femmes, a été arrêté en janvier 2009 et amené au tribunal en Allemagne, où il a été condamné à six années de prison par un tribunal de Munich. Son complice, Ernano Barretta, un propriétaire d'hôtel italien, qui aurait filmé Sgarbi et Klatten avec des caméras cachées, a aussi été arrêté et a été condamné en 2012 à sept années de prison.